# To Live and Breathe…
To Live and Breathe… ist ein Jazzalbum von Vinny Golia, Bernard Santacruz und Cristiano Calcagnile. Die am 5. Februar 2017 in der Casa Spezia in Trevozzo, Piacenza, entstandenen Aufnahmen erschienen 2023 auf Nine Winds Records/Dark Tree Records.

## Hintergrund
Die drei Musiker, die auf To Live and Breathe… zu hören sind, waren vor dieser Live-Performance 2017 in Piacenza nicht zusammen aufgetreten, notierte Mark Corroto. Der bekannteste der drei Musiker ist wohl der amerikanische Multiinstrumentalist Vinny Golia mit einer Diskographie von weit über 200 Aufnahmen. Zu Golia gesellten sich damals der französische Bassist Bernard Santacruz, der auf Nothing But Love (The Music of Frank Lowe) (Mahakala Music, 2020) zu hören ist, sowie mit Musikern wie Daunik Lazro, Nicole Mitchell und Tomeka Reid gespielt hatte, sowie der Schlagzeuger Cristiano Calcagnile, zu dessen Veröffentlichungen Excantations (Setola Di Maiale, 2021) des NoNoNo Percussion Ensembles mit Gino Robair und Stefano Giust gehören, sowie mehrere Alben mit verschiedenen Ensembles, wie die We Insist! Aufzeichnungen.
Die Live-Aufnahme besteht eigentlich aus zwei Teilen, einer langen, fortlaufenden Improvisation, die in vier Abschnitte mit Golia am Sopransaxophon unterteilt ist, und einer kürzeren Zugabe, bei der er eine Piccoloflöte spielt.

## Titelliste
- Vinny Golia, Bernard Santacruz & Cristiano Calcagnile: To Live and Breathe... (Dark Tree – DT 17, Nine Winds Records – NWCD0345)[2]

1. An Introduction to Bonsai Basics 14:12
2. Thoughts Within the Vineyard 8:24
3. Drumstart 14:18
4. Visit to the Mountains 9:15
5. Evanesce 6:55

Die Kompositionen stammen von Vinny Golia,  Bernard Santacruz und Cristiano Calcagnile.

## Rezeption
Während die Musik fortschreite, könne man erleben, wie sich allmählich der Klang des Trios herauskristallisiere, schrieb  Mark Corroto in All About Jazz. Mit „An Introduction To Bonsai Basics“ beginnend, würden die drei Gemeinsamkeiten mit ihrem Sprung in eine Energie-geladene Musik finden. Jeder Spieler lasse seine individuellen Muskeln spielen; Golia wirbele eine Zirkularatmung, Santacruz ziehe donnernde Töne am Bass und Calcagnile wirble einen meteorischen Puls auf Becken und seinem Schlagzeug. Doch das überzeugendste Stück sei „Visit to the Mountains“, dem am „komponiertesten“ [erscheinenden] ihrer freien Improvisation, ihrem überzeugendsten Statement als Trio. Die Zugabe, bei der Golia auf die Piccoloflöte umschalte, würde einem „wie der Exorzismus eines Dämons“ erscheinen, mit vokalisierten Tönen, die gegen krachende Perkussion und donnernden Bass geblasen werden.